# Type 20
 (juin 2025).
La mise en forme du texte ne suit pas les recommandations de Wikipédia : il faut le « wikifier ».
Les points d'amélioration suivants sont les cas les plus fréquents. Le détail des points à revoir est peut-être précisé sur la page de discussion.
- Les titres sont pré-formatés par le logiciel. Ils ne sont ni en capitales, ni en gras.
- Le texte ne doit pas être écrit en capitales (les noms de famille non plus), ni en gras, ni en italique, ni en « petit »…
- Le gras n'est utilisé que pour surligner le titre de l'article dans l'introduction, une seule fois.
- L'italique est rarement utilisé : mots en langue étrangère, titres d'œuvres, noms de bateaux, etc.
- Les citations ne sont pas en italique mais en corps de texte normal. Elles sont entourées par des guillemets français : « et ».
- Les listes à puces sont à éviter, des paragraphes rédigés étant largement préférés. Les tableaux sont à réserver à la présentation de données structurées (résultats, etc.).
- Les appels de note de bas de page (petits chiffres en exposant, introduits par l'outil «  Source ») sont à placer entre la fin de phrase et le point final[comme ça].
- Les liens internes (vers d'autres articles de Wikipédia) sont à choisir avec parcimonie. Créez des liens vers des articles approfondissant le sujet. Les termes génériques sans rapport avec le sujet sont à éviter, ainsi que les répétitions de liens vers un même terme.
- Les liens externes sont à placer uniquement dans une section « Liens externes », à la fin de l'article. Ces liens sont à choisir avec parcimonie suivant les règles définies. Si un lien sert de source à l'article, son insertion dans le texte est à faire par les notes de bas de page.
- La présentation des références doit suivre les conventions bibliographiques. Il est recommandé d'utiliser les modèles {{Ouvrage}}, {{Chapitre}}, {{Article}}, {{Lien web}} et/ou {{Bibliographie}}. Le mode d'édition visuel peut mettre en forme automatiquement les références.
- Insérer une infobox (cadre d'informations à droite) n'est pas obligatoire pour parachever la mise en page.

Pour une aide détaillée, merci de consulter Aide:Wikification.
Si vous pensez que ces points ont été résolus, vous pouvez retirer ce bandeau et améliorer la mise en forme d'un autre article.
 (juin 2025).
Si vous disposez d'ouvrages ou d'articles de référence ou si vous connaissez des sites web de qualité traitant du thème abordé ici, merci de compléter l'article en donnant les références utiles à sa vérifiabilité et en les liant à la section « Notes et références ».
La Type 20 est une spécification horlogère militaire définie par l'armée de l'air française dans les années 1950 pour les montres chronographes destinées aux pilotes d’avion. Plutôt qu'un modèle unique, la Type 20 désigne un cahier des charges strict auquel plusieurs fabricants de montres ont répondu, notamment Breguet, Dodane, Auricoste, Vixa ou encore Airain.
En 1956, le cahier des charges Type 20 est modernisé et renforcé sous l’appellation Type 21, imposant l’usage d’une lunette à graduation horaire et conférant à la maison Dodane un quasi-monopole.

## Historique
Au début des années 1950, l’armée de l’air française formalise un besoin en montres chronographes robustes, précises et capables de répondre aux contraintes du pilotage. Le cahier des charges baptisé Type 20 est alors établi, imposant des exigences techniques précises.
Plusieurs fabricants sont retenus pour fournir ces montres, qui seront effectivement utilisées par les aviateurs français jusqu’aux années 1970. Des modèles civils dérivés de ces montres militaires verront également le jour, souvent sous l’appellation «Type 20» ou «Type 21».

## Cahier des charges
Le cahier des charges Type 20 impose notamment,:
- un mouvement mécanique à remontage manuel
- une fonction Flyback (Retour en vol) permettant de remettre à zéro et relancer le chronographe en un seul geste[6]
- une autonomie minimale de 35 heures
- une tolérance de marche de ±8 secondes par jour
- une précision du totaliseur du chronographe à ±30 secondes sur 30 minutes
- une résistance à 300 start-stop-reset du chronographe sans problèmes
- une résistance aux chocs, vibrations et variations de température

## Fabricants
Les marques suivantes ont officiellement fourni des montres Type 20 à l’armée française:
- Vixa – Montres assemblées à partir de boitier et mouvement Hanhart saisies au titre des dommages de guerre[6].
- Auricoste – fournisseur historique de la marine également, environs 2000 exemplaires[7],[6]
- Dodane – très largement diffusée (environs 5000 exemplaires[6]), notamment dans les années 1960, aussi sous les marques Airain et Chronofixe[8],[9]
- Breguet – Les types 20 Bréguet ont été produite par Mathey-Tissot[10] en 2000 exemplaire pour l'armée de l'air et 500 pour l'Aéronavale[10],[6]

Il est à noter que certaines autres marques ont pu produire des chronographes inspirés du cahier des charges, mais non officiellement livrés à l’armée

## Caractéristiques générales
Bien que les détails puissent varier selon les fabricants, les montres Type 20 partagent de nombreuses caractéristiques :
- diamètre compris entre 37 et 39 mm
- boîtier en acier inoxydable ou laiton chromé avec lunette tournante crantée
- cadran noir avec chiffres arabes lumineux et la mention Type 20
- deux sous-cadrans (30 minutes + petite seconde) à noter que les Bréguet de dotation de l'Aéronautique Navale disposait de deus sous-cadrans 15 minutes + petite seconde)
- poussoirs de type champignon ou cylindre
- calibre chronographe avec fonction flyback (Valjoux, Lemania ou Hanhart selon les versions).

## Marquages militaires
Les montres utilisées par l'armée de l'air sont généralement reconnaissable à leurs marquages sur le dos du boitier.
Il se compose en général d'un numéro de contrat:
- "5101/54" pour Breguet
- "5100 54" pour les Vixa[6]
- "5.099 - 54" pour les Auricoste

D'un numéro de série
Mais surtout des mentions FG (Fin de Garantie) avec une date, qui indiquaient la date avant laquelle la montre devait être révisée.
Souvent un "P" indique un passage dans les ateliers Pechoin à Paris.
Certains exemplaires ont été confiés au CEV et porte donc la mention CEV

## Versions civiles
Devant le succès des modèles militaires, plusieurs fabricants proposeront par la suite des versions civiles dérivées des Type 20. Elles peuvent différer légèrement (absence de marquages militaires, design modernisé, parfois sans flyback).
Chez Breguet ces versions civiles sont souvent appelée Type XX.